# Tysk humor
Tysk humor er et samlende begreb for konventioner om komik og dens kulturelle betydning inden for Tysklands grænser. Selvom humor spiller en vigtig rolle i tysk kultur ved fx at få meget sendetid i tysk fjernsyn,, er det en udbredt stereotyp uden for Tyskland, at tyskere har en ringe eller fordrejet forståelse for humoristiske situationer.

## Kultur
Tysk humor følger ofte mange konventioner, der let forstås af andre nationaliteter pga. ligheder i den kulturelle opfattelse af begivenheder, dagligdagsliv og andre mere eller mindre universelle emner, der kan formidles via komik.
Visse tyske humorister såsom Loriot skaber humor gennem seriøsitet. Et andet notabelt eksempel på latterliggørende seriøs humor med satirisk indhold er den fiktive politiker Jakob Maria Mierscheid MdB og hans eponym Mierscheid-Gesetz. Siden 1970'erne har Mierscheid opnået så stor popularitet i populærkulturen, at han har en side på Forbundsdagens hjemmeside.